# پروتکل عضویت چند بخشی در مقیاس ضعیف

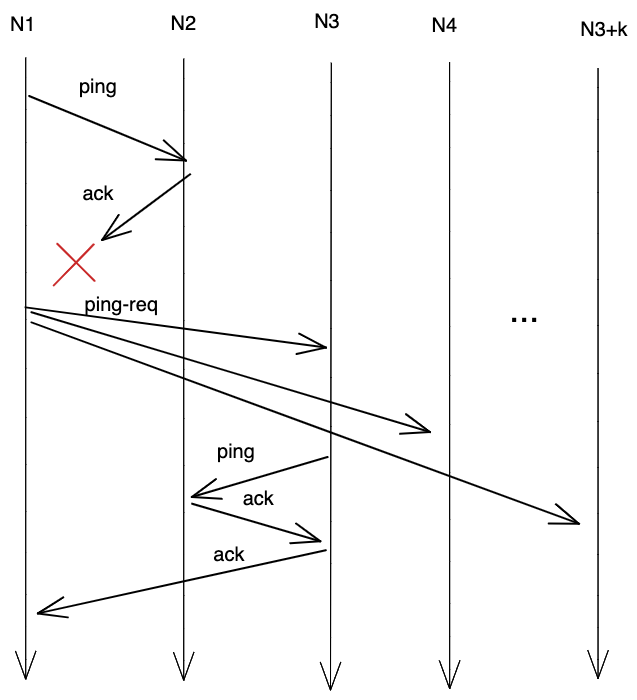
"جنبش بدون منبع" SWIM

پروتکل SWIM (به انگلیسی: Scalable Weakly Consistent Infection-style Process Membership Group) یک پروتکل عضویت در گروه است که بر اساس "جنبش بدون منبع" استفاده می شود و در رایانش توزیع‌ شده استفاده می شود و اولین بار توسط Indranil Gupta در سال 2001 معرفی شد. این یک الگوریتم پیوندی است که تشخیص شکست را با عضویت در گروه انتشار میابد.

## پروتکل
این پروتکل دارای دو مولفه است، مولفه تشخیص خرابی و مؤلفه پخش شدن .
مولفه تشخیص خرابی به صورت زیر کار می کند:
1. هر واحد زمان T ، هر گره ( {\displaystyle N_{1}} ) یک پینگ به گره دیگر تصادفی می فرستد ( {\displaystyle N_{2}} ) که در لیست اعضای آن است.
2. اگر {\displaystyle N_{1}} پاسخی دریافت کند {\displaystyle N_{2}} ، {\displaystyle N_{2}} تصمیم گرفته میشود که سالم باشد و N1 "آخرین دریافت شده از" مهر زمانی خود را به روز می کند {\displaystyle N_{2}} تا زمان فعلی باشد.
3. اگر {\displaystyle N_{1}} پاسخی دریافت نکند، {\displaystyle N_{1}} تماس با k گره های دیگر در لیست خود ( {\displaystyle \{N_{3},...,N_{3+k}\}} ) و درخواست می کند که {\displaystyle N_{2}} را پینگ کنند .
4. اگر بعد از T' واحدهای زمان: اگر پاسخ موفقیت آمیزی دریافت نشد، {\displaystyle N_{1}} نشانه ها {\displaystyle N_{2}} به عنوان شکست خورده می باشد .

مولفه پخش شدن به صورت زیر کار می کند:
- بر {\displaystyle N_{1}} تشخیص یک گره شکست خورده {\displaystyle N_{2}} ، {\displaystyle N_{1}} یک پیام چندپخشی به بقیه گره های لیست عضویت خود با اطلاعات مربوط به گره شکست خورده ارسال می کند.
- درخواست های اختیاری برای یک گره برای وارد یا خارج شدن از گروه نیز از طریق چندپخشی شدن ارسال می شود.

## ویژگی ها
این پروتکل عهده های زیر را دارد:
- کلیت مستحکم: کلیت کاملا ضمانت شده است (مثلاً خرابی هر گره در هر گروه در نهایت توسط همه گره های موجود شناسایی خواهد شد).
- زمان تشخیص : میزان مورد انتظار زمان تشخیص (از شکست گره تا تشخیص) {\displaystyle T'{\dot {}}{\frac {1}{1-e^{-q_{f}}}}} است، جایی که {\displaystyle T'} طول دوره پروتکل است، و {\displaystyle q_{f}} تابعی از گره های غیر معیوب در گروه خواهد بود. [۱]

## پسوند ها
مقاله اصلی SWIM پسوندهای زیر را لیست می کند تا پروتکل را قدرتمند تر کند: 
- حالت مشکوک : گره هایی که به پیام های پینگ پاسخ نمی دهند در ابتدا به عنوان ناموفق علامت گذاری نمی شوند. در عوض، آنها به عنوان مشکوک علامت گذاری شده اند. گره هایی که یک گره "مشکوک" را کشف می کنند، همچنان یک چندپخشی را به تمام گره های دیگر از جمله این مکانیسم ارسال می کنند. اگر یک گره مشکوک قبل از یک آستانه زمانی به یک پینگ پاسخ دهد، یک پیام موجود را از طریق چندپخشی ارسال می کند تا برچسب مشکوک از گره حذف شود.
- سرایت در سبک انتشار: به غیر از انتشار گره اطلاعات مربوط به خرابی از طریق چندپخشی، پیام پروتکل ها piggybacked بر روی پیام های پینگ مورد استفاده تا برای تعیین زنده بودن گره است. این همان پروتکل شایعات می باشد .
- انتخاب هدف تحقیق برای زمان بندی نوبت گردشی : به جز انتخاب تصادفی یک گره برای تحقیق در هر مرحله زمانی پروتکل، پروتکل به گونه ای اصلاح می شود که هر گره یک انتخاب دور از هدف تحقیق  را انجام دهد. این بدترین زمان تشخیص پروتکل را محدود می کند، بدون اینکه میانگین زمان تشخیص را کاهش دهد.

## جستار های وابسته
- تشخیص خرابی
- خرابی (محاسبات)